# Bogdan Wolski
Bogdan Kazimierz Wolski (ur. 16 października 1942 w Kcyni, zm. 13 lipca 2025) – polski inżynier specjalizujący się w geodezji i kartografii oraz inżynierii i ochronie środowiska, profesor nauk technicznych, profesor Politechniki Krakowskiej im. Tadeusza Kościuszki, Politechniki Świętokrzyskiej i Społecznej Akademii Nauk w Łodzi.

## Życiorys
Jest absolwentem Wydziału Geodezji Górniczej Akademii Górniczo-Hutniczej (1964) i Wydziału Budownictwa Wodnego Politechniki Krakowskiej (1968). Doktoryzował się w 1970 na Politechnice Krakowskiej w oparciu o pracę pt. Statystyczne metody badań i interpretacji dokładności montażu budowli z elementów prefabrykowanych. Stopień doktora habilitowanego uzyskał w 1996 na podstawie pracy zatytułowanej Geodezyjna identyfikacja procesu deformacji podłoża gruntowego. Tytuł profesora nauk technicznych otrzymał w 2009 r.
W latach 1965–2013 pracował na Politechnice Krakowskiej im. Tadeusza Kościuszki, w tym od 1998 na stanowisku profesora. W latach 1980–1985 i 1994–1997 pełnił funkcję dyrektora ds. badań naukowych Instytutu Geotechniki. W kadencjach 2002–2005 i 2005–2008 był prodziekanem Wydziału Inżynierii Środowiska. Od 2005 kierował Zakładem Geodezji Inżynieryjnej, przekształconym w 2007 w Zakład Geodezji i Kartografii Środowiska. W 2013 objął stanowisko profesora zwyczajnego na Wydziale Inżynierii Środowiska, Geomatyki i Energetyki Politechniki Świętokrzyskiej. Stanowisko profesora zwyczajnego zajmował również w Kujawsko-Pomorskiej Szkole Wyższej w Bydgoszczy (2007–2011) i Społecznej Akademii Nauk w Łodzi.
Działalność zawodową prowadził także w krajach arabskich (1978–1991). W latach 1985–1989 był konsultantem departamentach planowania Regionu Jabel el Ahhdar i Regionu Sirte w Libii. W latach 1989–1991 był ekspertem ds. geodezji w departamencie planowania regionu Syrta. Przygotowywał dokumentacje geodezyjne dla potrzeb projektowania obiektów przemysłowych i komunalnych na terenie regionów Trypolitanii i Cyrenajki. Uczestniczył w realizacji projektu Wielkiej Sztucznej Rzeki.
Członek Komitetu Geodezji Polskiej Akademii Nauk w kadencjach 2002–2006, 2007–2010 i 2011–2015. Autor lub współautor ponad 130 publikacji, promotor w trzech przewodach doktorskich.
Odznaczony Złotym Krzyżem Zasługi (2000) i Medalem Komisji Edukacji Narodowej (2008).